# Яри Литманен
Яри Олави Литманен (на фински: Jari Olavi Litmanen) е финландски футболист, нападател, национален играч.

## Кариера
Роден е на 20 февруари 1971 г. в град Лахти. Започва професионалната си кариера през 1987 г. в родния си град в отбора на Рейпас (днес ФК Лахти). Играл е в различни европейски отбори, но играе най-дълго време и постига най-големи успехи в холандския АФК Аякс, като от периода 1992 – 1999 изиграва 159 мача с отбелязани 91 гола. От лятото на 2008 г. е отново играч на финландския ФК Лахти. Дебютира в националния отбор на Финландия през 1989 г., като към 20 ноември 2008 г. е изиграл 118 мача с отбелязани 30 гола. Заема 3-то място в класацията за Златната топка за 1995 г.